# 馬大儒
馬大儒（16世紀—17世紀），字漢才，別號心董，山東濟南府武定州陽信縣人，明朝政治人物。

## 生平
万历十三年（1585年）乙酉科舉人，十七年（1589年）己丑科進士，萬曆十八年（1590年）授河南濬縣知縣，政尚严明，萬曆二十年（1592年）任曲周縣知縣。以憂去官。擢任吏部主事，歴考功司、验封司郎中、文选司郎中，三十二年十一月升太常寺少卿添注，崇祀鄉賢。

## 家族
曾祖馬思仁，生员。祖馬伯鑑，生员。父馬忭，府照磨。